# Monti Erei
I monti Erei (Munti Erei in siciliano; Heraei montes in latino, dal greco Ηραίοι, ossia di Era) sono un gruppo montuoso della Sicilia centrale, principalmente ricadente nella parte centrale e settentrionale della Provincia di Enna, con la vetta più alta raggiunta dal Monte Altesina, con i suoi 1.192 metri s.l.m. 

## Descrizione

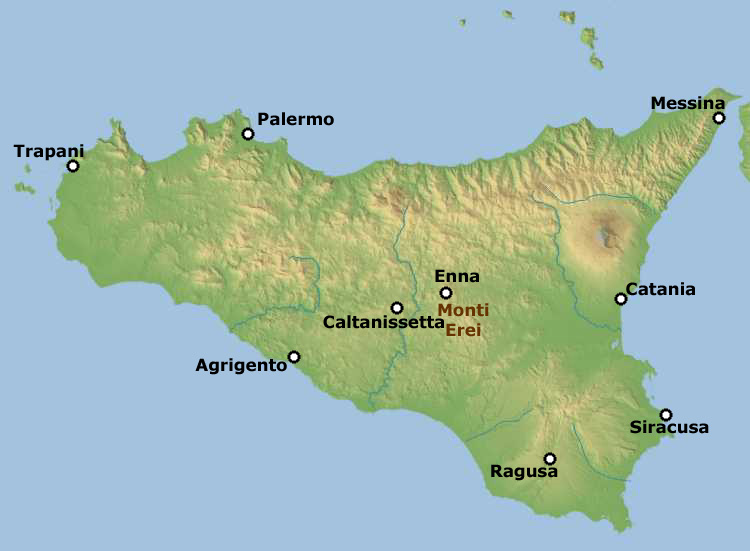
Posizione dei Monti Erei all'interno della Sicilia

I Monti Erei sorgono a sud dei monti Nebrodi e delle Madonie, nella parte centrale dell'isola, situati da est dalle prime propaggini della Piana di Catania a ovest nell'Imera Meridionale e le province di Enna e Caltanissetta.
Gli Erei sono di origine calcarea, e non raggiungono altezze elevate. L'area era un tempo una delle più importanti del mondo per quanto riguarda l'estrazione dello zolfo, oggi testimoniata dagli interessanti parchi minerari sparsi sul territorio, tra cui il Parco minerario di Floristella-Grottacalda è il più grande.
Il gruppo montuoso è cosparso di laghi (tra cui spiccano per importanza il Lago Pergusa, che per la ricchissima fauna di uccelli è sede della prima Riserva Naturale speciale istituita in Sicilia, e il Lago Pozzillo, il più esteso bacino artificiale dell'isola) e di riserve naturali.
A causa della successione di rilievi accidentati, la popolazione e la densità abitativa sono entrambe ridotte; non più di 200.000 sono gli abitanti dell'area. Al suo interno, tuttavia, vi è la più grande città italiana posta sopra i 900 m d'altitudine e il capoluogo di provincia più alto d'Italia, Enna, dove si concentra circa un sesto della popolazione erea, e Piazza Armerina, con i suoi  697 metri sul livello del mare e i suoi 21 439 abitanti. La città più popolosa è Caltagirone, con il municipio posto a 608 m s.l.m. e con una popolazione compresa tra i 35 000 e i 40 000 abitanti.
Il gruppo montuoso è attraversato da un'autostrada, la A19 Palermo-Catania, da una ferrovia d'identica percorrenza. La maggior parte delle altre strade che attraversano la regione è ricca di tornanti, a causa dell'accidentalità del territorio, geologicamente instabile.
Il patrimonio naturalistico dei Monti Erei è uno dei meglio conservati e dei più ricchi dell'isola. Città d'arte sono Caltagirone, Enna, Piazza Armerina, Sperlinga e Nicosia; scavi archeologici di primaria importanza sono: la cittadella indigena ellenizzata di Morgantina con l'agorà e il teatro greco, la Villa del Casale, patrimonio dell'umanità UNESCO per i suoi inestimabili mosaici romani, l'area archeologica romana di Centuripe col prestigioso museo archeologico. Ciò testimonia l'antichissimo insediamento dell'area geografica.

## Orografia
- Monte Altesina (1.192 m)
- Monte Salici (1.142 m)
- Monte Rossomanno (885 m)
- Monte Capodarso (795 m)
- Monte della Ganzaria (791 m)
- Monte Iudica (765 m)
- Monte Navone (754 m)
- Monte San Giuliano (727 m)
- Monte Torre (643 m)
- Monte Formaggio (639 m)
- Monte Sambuco (877 m)
- Monte Mangone (777 m)